# Epimecinus nexibilis
Epimecinus nexibilis là một loài nhện trong họ Desidae.
Loài này thuộc chi Epimecinus. Epimecinus nexibilis được miêu tả năm 1906 bởi Eugène Simon.